# Phacelobarus
Phacelobarus är ett släkte av skalbaggar. Phacelobarus ingår i familjen vivlar.
Kladogram enligt Catalogue of Life:
| Phacelobarus | \| \| Phacelobarus singularis \| \| \| \| |
|              | \| \| Phacelobarus singularis \| \| \| \| |
|              | Phacelobarus singularis                   |
|              |                                           |